# A Life Once Lost
A Life Once Lost est un groupe américain de metalcore, originaire de Philadelphie, en Pennsylvanie. Au fil de leur carrière, les membres jouent aux côtés de groupes tels que Throwdown, Zao, As I Lay Dying, Lamb of God, Clutch, Opeth, Strapping Young Lad, et ont participé au Ozzfest en 2006. En 2013, le groupe annonce sa séparation.

## Biographie
A Life Once Lost est formé au cours de l'année 1999 à Philadelphie par son chanteur, Robert Meadows. L'année suivante, la formation signe un contrat avec le label Robotic Empire et y sort son premier album studio, Open Your Mouth for the Speechless...In Case of Those Appointed to Die, ainsi qu'un second opus, The Fourth Plague: Flies, le 24 janvier 2003. En 2003, soit peu après avoir sorti son album The Fourth Plague: Flies, le groupe quitte son label pour signer un contrat avec Deathwish Inc., et sortir un troisième album studio, A Great Artist, le 17 juin 2003. Peu après la sortie de son troisième album, le groupe sort un autre disque, Hunter, le 28 juin 2005, qui va le faire connaitre sur la scène internationale et le faire sortir de la scène underground de Philadelphie[réf. nécessaire]. Cet album est sorti sous le label Ferret Records.
En mars 2012, le groupe annonce entrer en studio d'enregistrement avec le producteur Andreas Magnusson (The Black Dahlia Murder, Impending Doom) en avril et mai 2012 pour un nouvel album. Le 31 juillet 2012, le groupe annonce Ecstatic Trance comme leur cinquième album. Il est publié le 23 octobre 2012. Le groupe part en tournée promotionnelle avec Revocation et KEN mode. Le 12 juillet 2013, le groupe annonce sa séparation,.
Après la séparation du groupe, Douglas Sabolick et Jordan Crouse fondent le groupe Ecstatic Vision.

## Membres

### Derniers membres
- Robert Meadows - chant (1998-2013)
- Douglas Sabolick - guitare, chœurs (1998-2013)
- Jordan Crouse - batterie (2011-2013)
- Alin Ashraf - guitare basse (2011-2013)

### Anciens membres
- TJ De Blois - batterie (1998-2002)
- Justin Graves - batterie (2002-2011)
- Nick Frasca - guitare basse (2003-2005)
- Robert Carpenter - guitare basse (2001-2011)
- Vadim Taver - guitare (1998-2001)
- Richard Arnols - guitare basse (1998-2001)
- Nick Hale - guitare basse
- Mike Sabolick - guitare basse

## Discographie
- 2000 : Open Your Mouth for the Speechless...In Case of Those Appointed to Die
- 2003 : The Fourth Plague: Flies
- 2003 : A Great Artist
- 2005 : Hunter
- 2007 : Iron Gag
- 2012 : Ecstatic Trance